# Iraque nos Jogos Olímpicos de Verão de 1992
O Iraque participou dos Jogos Olímpicos de Verão de 1992 em Barcelona, na Espanha. Não conquistou nenhuma medalha, nem de ouro, nem de prata e nem de bronze. Foi a 8ª participação do país em Jogos Olímpicos de Verão.